# Altobello Melone
Altobello Melone (Cremona, 1490/1491 – Cremona, circa 1540) è stato un pittore italiano.

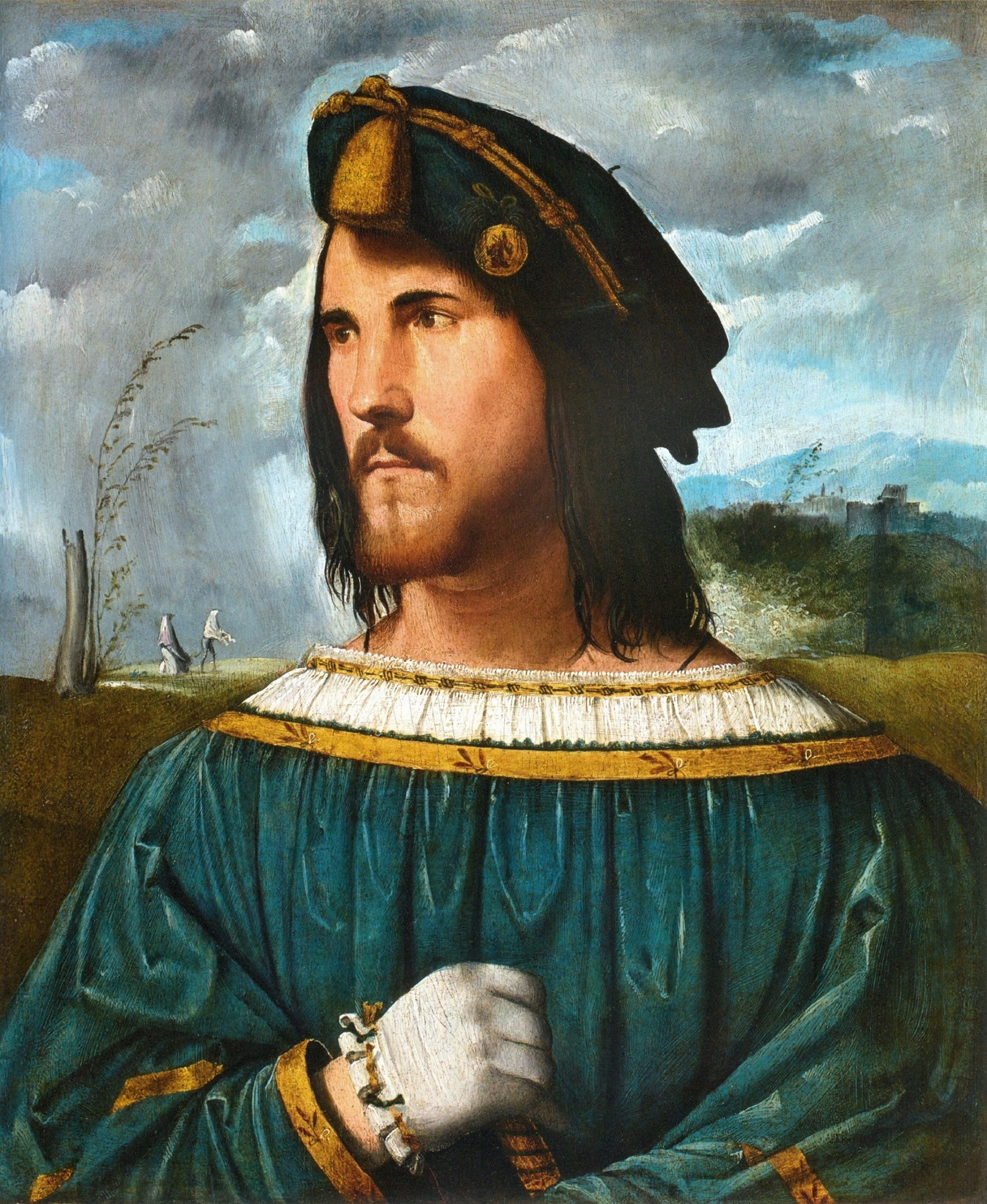
Ritratto di Gentiluomo (detto "Cesare Borgia"), Accademia Carrara, Bergamo

Egli fu — secondo l'autorevole parere di Roberto Longhi — «uno dei giovani più moderni ed audaci che contasse nei primi decenni del Cinquecento la pittura dell'Italia settentrionale».

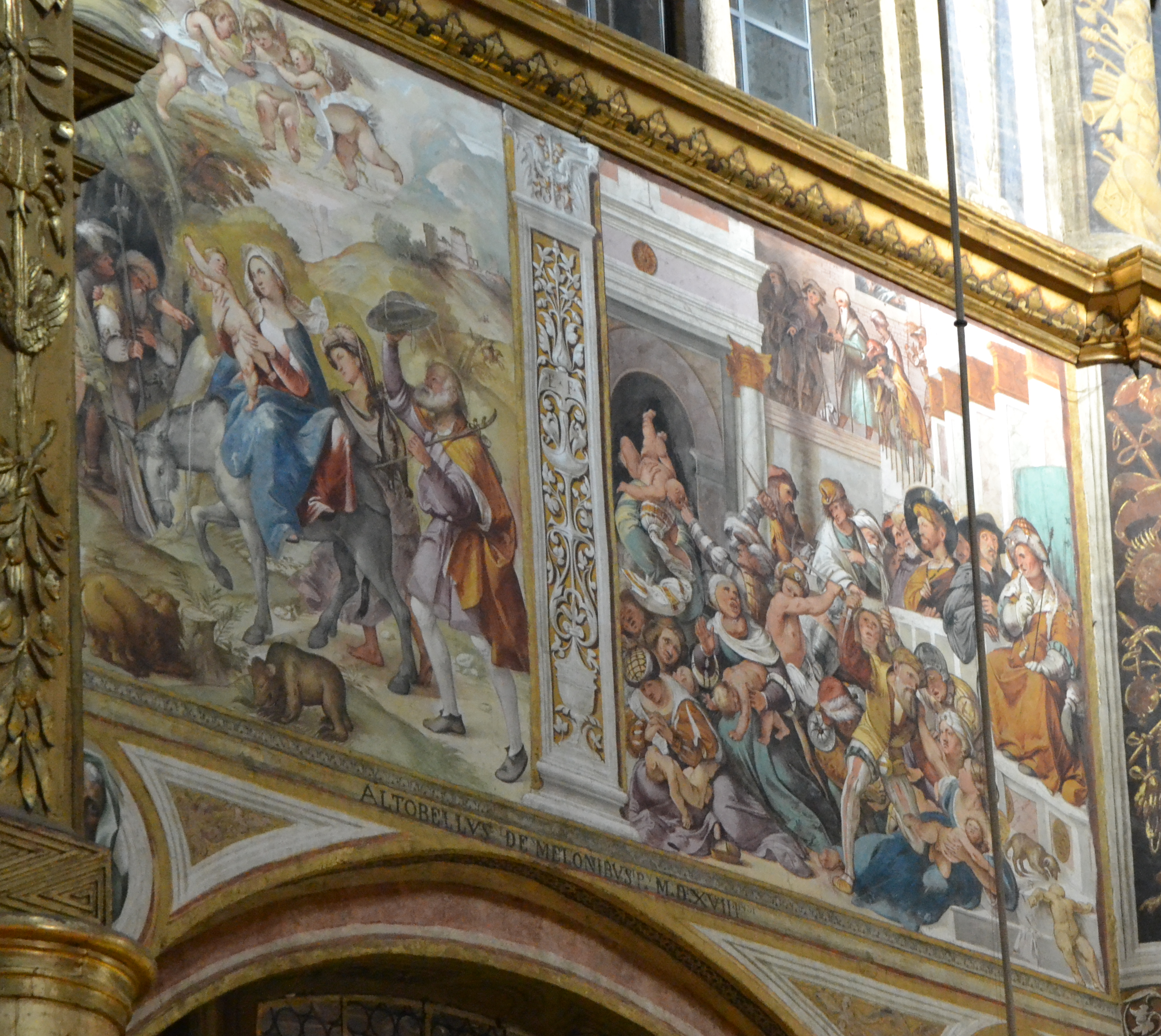
Fuga in Egitto e Strage degli Innocenti, affreschi a Cremona (Duomo, 1516-1518)

## Vita e profilo artistico
Sulla vita di Altobello Melone si hanno pochissime notizie certe. Particolarmente difficile risulta la ricostruzione del suo apprendistato e del suo percorso artistico anteriore alla prima data certa, quella dell'allogazione degli affreschi del duomo di Cremona nel 1516.
Tra le opere che compongono il primissimo catalogo di Altobello si possono citare la Madonna col Bambino e san Giovannino dell'Accademia Carrara di Bergamo e la Adorazione del Bambino e Santi di collezione privata da collocare temporalmente attorno al 1509.
Esse mostrano come il giovane pittore, a quella data, sia alla ricerca di una propria misura stilistica, attenta alle novità bramantiniane provenienti da Milano e al tonalismo di matrice veneziana, mediato da Girolamo Romanino.
A ridosso di tali prove si colloca l'evento destinato a marcare in profondità lo stile di Altobello: l'incontro con Romanino. Una significativa testimonianza della comunanza di intendimenti e di soluzioni che si viene a stabilire con il pittore bresciano è data dal Compianto sul Cristo morto della Pinacoteca di Brera proveniente dalla chiesa di San Lorenzo a Brescia e databile al 1511, da mettere a confronto con il Compianto sul Cristo morto di Romanino, alle Gallerie dell'Accademia, datato 1510.
La convergenza stilistica con Romanino è particolarmente evidente, quasi a formare un sodalizio, nel corso del secondo decennio del Cinquecento, al punto che nelle Notizie d'opere del disegno redatte tra il 1521 and 1543 dal collezionista d'arte veneziano Marcantonio Michiel il pittore cremonese è indicato come discepulo di Armanin; un'assonanza tanto forte da rendere talvolta difficile l'attribuzione di opere all'uno o all'altro autore.

Appartengono a questo periodo il cosiddetto Trittico Fenaroli, la Trasfigurazione del Szépművészeti Múzeum di Budapest e gli Amanti nella Gemäldegalerie di Dresda. Quest'ultima tavola (della quale esistono anche altre copie eseguite dallo stesso Altobello) mostra con evidenza il distacco compiuto dal linguaggio e dalla poetica di Tiziano. Commentando il quadro Mina Gregori osservò: 
Sempre a questo periodo particolarmente fertile appartiene uno dei quadri più celebri di Altobello Melone, il cosiddetto Cesare Borgia conservato all'Accademia Carrara di Bergamo (ca. 1513). La tavola raffigura un gentiluomo dallo sguardo intenso e severo con un copricapo ornato — secondo la moda del tempo — da una spilla e con una mano coperta da un guanto bianco. La figura (che nella prima metà dell'Ottocento è stata romanticamente identificata col duca Valentino, senza però alcun fondamento storico) si staglia su un paesaggio tempestoso che mostra come la lezione di Giorgione e di Tiziano, ancorché contrastata, sia stata attentamente meditata.

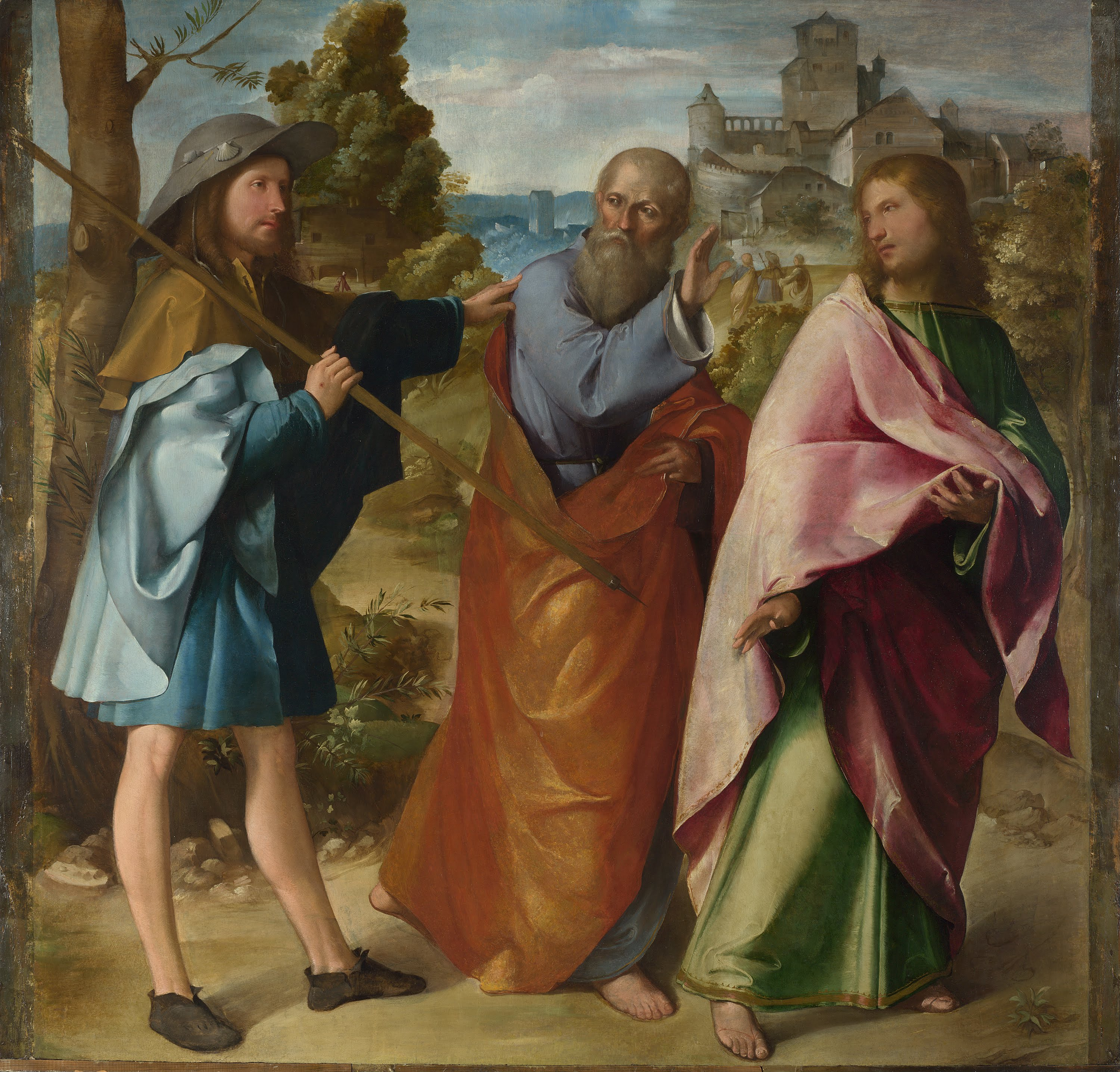
Andata a Emmaus, tempera su tavola, Londra, The National Gallery

Il 1516 ed il 1518 rappresentano le uniche date certe nella carriera di Altobello: esse corrispondono alle due documentate allogazioni degli affreschi appartenenti al ciclo di Storie della Vita della Vergine e della Passione di Cristo da eseguire nella navata centrale del Duomo di Cremona. In questa sorta di tempio della pittura padana, Altobello si trova a doversi confrontare con le prove di altri artisti chiamati in quegli anni a realizzarvi l'apparato decorativo: Boccaccio Boccaccino e Gian Francesco Bembo.

Ancora una volta Altobello dà prova di essere convinto interprete dell'anticlassicismo e del linguaggio "espressionistico" proprio dello stile "ponentino". Le sette scene realizzate da Altobello sono percorse da una potente carica trasgressiva — emblematica è la Strage degli Innocenti — che si manifesta nella esasperazione dei gesti e nella trasformazione grottesca dei volti, dense di rimandi alle incisione di Albrecht Dürer e Albrecht Altdorfer. Lo stesso Romanino nel 1517 verrà chiamato, in qualità di giudice, a stimare le prime scene affrescate dal suo sodale cremonese e, nel 1519, a proseguirne l'opera.
La stessa interpretazione in chiave più smaccatamente naturalistica di soggetti sacri è rinvenibile in opere coeve quali la Andata a Emmaus  della National Gallery di Londra.
Le opere più tarde mostrano ancora stretti punti di contatto con il Romanino, ma anche aperture verso il più tenero linguaggio di artisti quali Lotto o Correggio, aperture rese necessarie dalla ricerca di una cifra stilistica capace di confrontarsi con le intenzioni manieristiche che si intravedono nella nuova generazione di pittori cremonesi; segnatamente Giulio Campi e Camillo Boccaccino.

## Opere
- Madonna col Bambino e San Giovannino, olio su tavola, Bergamo, Accademia Carrara, ca.1510;
- Adorazione del Bambino e Santi, olio su tavola, collezione privata; già Zurigo,  Kunsthaus (deposito), ca. 1510;
- Madonna col Bambino, tempera e olio su tavola, Milano, Pinacoteca Ambrosiana, ca 1511
- Compianto sul Cristo morto, olio su tavola,  Milano, Pinacoteca di Brera, 1512;
- Trasfigurazione, olio su tavola, Budapest, Szépművészeti Múzeum;
- Ritratto di gentiluomo (“Cesare Borgia”), Bergamo, Accademia Carrara, ca 1513;
- Coppia di Amanti, olio su tavola, Dresda, Gemäldegalerie Alte Meister;
- Coppia di Amanti, olio su tavola trasportato su tela, Budapest, Szépművészeti Múzeum (bottega di);
- Adorazione del Bambino, olio su tavola, Cremona, Museo Diocesano, 1512-14;
- Compianto su Cristo morto, olio su tavola, Milano, Quadreria Arcivescovile;
- Cristo Portacroce, olio su tavola, Londra, National Gallery, ca. 1515,
- Andata a Emmaus, olio su tavola, Londra,  National Gallery, ca. 1516-1517;
- Scene della Fuga in Egitto, Strage degli Innocenti, Ultima Cena, Lavanda dei piedi, Agonia nell'Orto, Cattura di Cristo, Gesù davanti a Caifa, affreschi, Cremona, Duomo, 1516-1518;
- Adorazione dei pastori, affresco staccato, Milano, Pinacoteca di Brera, ca. 1518;
- Resurrezione, olio su tavola, collezione privata, ca. 1517;
- Trittico olio su tavola, ca. 1520. 118x47.6  Museum of Art and Archaeology. University of Missouri / Oxford, Ashmolean Museum
- Simonino da Trento, olio su tavola, Trento, Castello del Buonconsiglio, ca. 1521;
- Madonna col Bambino, Bergamo, Accademia Carrara, ca. 1520-22;
- Madonna col Bambino, San Giovannino e San Nicola, olio su tavola, Cremona, Museo Civico Ala Ponzone;
- San Prospero, olio su tavola, Hatfield House, 1518;
- San Girolamo, olio su tavola, Verona, Museo di Castelvecchio, 1518.